# Pinkpop 1983
Pinkpop 1983 werd gehouden op 23 mei 1983 op het Sportpark Burgemeester Damen in Geleen. Het was de veertiende van zeventien edities van het Nederlands muziekfestival Pinkpop in Geleen, waar ook de eerste editie plaatsvond. Er waren circa 40.000 toeschouwers. Het weer was zonnig.
Presentatie: John Peel.

## Optredens
- Doe Maar
- Simple Minds
- Gary Moore
- Nena
- Men At Work
- T.C. Matic
- Fun Boy Three
- Janse Bagge Bend